# Список кодовых имён продукции Intel
Intel по сложившейся традиции даёт кодовые имена своим разработкам на базе интегральных схем по географическим названиям (так как они не могут быть зарегистрированы в качестве торговой марки кем-либо ещё) городов, рек или гор, находящихся недалеко от фабрик компании Intel, ответственных за соответствующую схему. Значительная часть этих мест находится на западе Америки, преимущественно в штате Орегон (где разрабатывается большинство проектов Intel, связанных с процессорами). При открытии лабораторий Intel за рубежом эта номенклатура была расширена для Израиля и Индии. Некоторые старые кодовые имена присваивались в честь небесных тел.
Для последних моделей процессоров, предназначенных для домашних компьютеров («десктопов»), существуют некоторые правила наименования. Так, например, в серии Core 2 все четырёхъядерные «десктопные» процессоры имеют имена, оканчивающиеся на field (например, Kentsfield, Bloomfield и т. д.), а имена всех «десктопных» двухъядерных процессоров оканчиваются на dale (например, Wolfdale, Allendale, Arrandale).

## Список кодовых имён
В таблице перечислены все известные кодовые имена, использованные компанией Intel, с кратким пояснением их значения и происхождения.
| Кодовое имя                                               | Описание | Происхождение |
| --------------------------------------------------------- | --- | --- |
| Alderwood                                                 | чипсет Intel 925X/XE | Вероятно назван по местности в округе Снохомиш, Вашингтон; смотри Alderwood. |
| Aliceton                                                  | наследник Tigerton | источник неизвестен |
| Allendale                                                 | версия процессора семейства Intel Core 2 | Allendale — название нескольких мест США; смотри Allendale. |
| Almador                                                   | чипсет для Pentium III-M | вероятно назван в честь округа Альмадор, Калифорния |
| Alviso                                                    | мобильный чипсет для Pentium M (серии 915 Express) | Альвизо — небольшое местечко в Сан-Хосе, Калифорния, является ближайшей местности Сан-Хосе к штаб-квартире Интел в Санта-Кларе. |
| Anchor Creek                                              | Smithfield + Lakeport/Glenwood | первоисточник неизвестен, вероятно это река в Калифорнии. |
| Aries                                                     | чипсет Intel 420EX | вероятно Овен (созвездие) |
| Arrandale                                                 | ранее известный как Auburndale. | первоисточник неизвестен |
| Aruba                                                     | чипсет Intel AR440BX | Вероятно названо в честь Арубы, одного из Антильских островов в Карибском море |
| Auburndale                                                | двуядерный мобильный процессор архитектуры Nehalem, позднее переименованный в Arrandale. | Auburndale — название нескольких мест в США. |
| Balboa                                                    | чипсет Intel 440LX | вероятно назван в честь Бальбоа, район города Ньюпорт-Бич, округа Ориндж, Калифорния. |
| Banias                                                    | первый процессор семейства Pentium M | Баниас, древнее место на Голанских Высотах |
| Banister                                                  | чипсет для Intel 440MX Pentium Pro/II/III | первоисточник неизвестен |
| Bearlake                                                  | наследник 965-й серии (P35 Express) | Медвежье озеро, пресное озеро, являющееся границей Юты-Айдахо на западе США. |
| Beckton/Becton (правильное написание: Beckton или Becton) | процессор на основе Nehalem MP | неизвестно, вероятно, в честь Бекто Стрит в Кламат-Фолс, Орегон. |
| Bensley                                                   | платформа Bensley = Demspey и Woodcrest / Clovertown + Blackford чипсет | с первоисточником ясности нет; возможно, в честь Бенсли Флэт, округ Мельхиор, Орегон, или Бенсли, местечко в округе Честерфилд, Виргиния |
| Bigby                                                     | чипсеты для 45 нм четырёх- и двухъядерных процессоров под кодовым названием Yorkfield и Wolfdale | первоисточник неизвестен, возможно Бэгби Хот Спрингс. |
| Blackford                                                 | чипсет Intel 5000P/5000V/5000Z | Blackford — название множества мест. Первоисточник неизвестен. |
| Bloomfield                                                | процессоры Intel Core i7 920/940/965XE | Bloomfield — название нескольких мест в США; смотри Bloomfield; возможно Северный Блумфилд, Орегон. |
| Boaz                                                      | Сетевой контроллер, часть платформы Montevina | вероятно названо в честь Вооза, библейского персонажа Ветхого Завета. В качестве варианта также может быть место с аналогичным названием в штате Алабама или Боаз, Миссури.                                                                                            |
| Boazman                                                   | гигабитный Ethernet-контроллер | На иврите означает «время пришло» |
| Bonetrail                                                 | материнская плата, оптимизированная для игр, связанная со Skulltrail | возможно, названа в честь Боунтрейл, городка в округе Вильямс, Северная Дакота |
| Bonnell                                                   | вычислительное ядро процессора Atom | Маунт Бонелл, Остин, Техас |
| Boxboro                                                   | PCIe-шина второго поколения | Вероятно названа в честь Боксборо, Массачусетс, города в округе Миддлэссекс, Массачусетс |
| Breeds Hill                                               | чипсет i848P | вероятно, названо в честь Бридс Хилл, места Битвы за Бункер Хилл во время Американской революции, расположенного в Чарльзтаунском районе Бостона, Массачусетс |
| Bridge Creek                                              | Presler + Broadwater | Бридж Крик — название нескольких мест США, включая Бридж Крик, Оклахома, Бридж Крик, Висконсин и Бридж Крик, Орегон. |
| Broadwater                                                | чипсеты Intel P965/G965 Express | первоисточник неизвестен; может быть назван в честь Бродуотер, Небраска, деревни в округе Моррилл, Небраска. |
| Brookdale                                                 | чипсеты серий Intel 845 | вероятно названо в честь Брукдейла, небольшого городка в округе Санта Круз, штат Калифорния. Для получения информации по другим значениям см. Brookdale. |
| Bulverde                                                  | Семейство PXA27x процессоров Xscale | Булверде, город в округе Комал, Техас. |
| Calexico                                                  | Intel PRO/Wireless 2100 или 2200 (IEEE 802.11b) мини-PCI WiFi-адаптеры, часть платформы Carmel | Калексико, город в округе Империал, Калифорния. |
| Calistoga                                                 | Серия чипсетов Intel Mobile 945 Express, часть платформы Napa | Каллистога, город в округе Напа , Калифорния. |
| Calpella                                                  | мобильный вариант микроархитектуры Nehalem | Calpella, небольшое селение в округе Мендосино, Калифорния |
| Camino                                                    | Чипсет Intel 820 | Камино, Калифорния. Небольшой городок в округе Эль Дорадо, Калифорния. Эппл Хилл расположен в Камино. |
| Caneland                                                  | Платформа на базе Xeon MP, в которой используются процессоры на базе Tigerton Core 2. Имеет четыре выделенных FSB-соединения типа точка-точка с контроллером памяти. | первоисточник неизвестен |
| Canmore                                                   | Система на кристалле для потребительской электроники; наследник CE2110, но основан на наборе x86 -инструкций, а не на архитектуре ARM | вероятно, названо в честь Кэнмор, Альберта |
| Canterwood                                                | Чипсет Intel 875P | первоисточник неизвестен |
| Cantiga                                                   | чипсет, часть Montevina | первоисточник неизвестен |
| Carmel                                                    | первое поколение платформы Centrino на основе чипсета для Pentium II/III / Celeron | Кармел-бай-Си, Калифорния. Маленький городок с большой культурной историей, расположенный в районе полуострова Монтерей. |
| Cascades                                                  | Вторая версия Pentium III Xeon | Каскад Рэндж, высокогорная область в западной части Северной Америки, простирающаяся от юга Британской Колумбии через Вашингтон и Орегон до Северной Калифорнии. |
| Caswell                                                   | процессорная технология для WiFi, встроенная в блок контроллеров ввода-вывода ICH6W | первоисточник неизвестен |
| Cedar Mill                                                | Последняя ревизия Pentium 4 | Седар Милл, небольшое поселение в округе Вашингтон, Орегон, запад Вилламет Стоун. |
| Chevelon                                                  | Процессор ввода-вывода Intel IOP342 | Вероятно названо в честь места в Аризоне |
| Chivano                                                   | первый процессор линейки Itanium, произведенный по техпроцессу 95 нм | первоисточник неизвестен |
| Clackamas                                                 | последнее наименование для проекта Intel 64, который первоначально назывался Yamhill | Клэкамас Ривер, река в Орегоне |
| Clarkdale                                                 | Ранее известный как Havendale | Первоисточник неизвестен |
| Clarksboro                                                | Чипсет Intel E7500 для платформы Caneland | С первоисточником ясности нет. Предположительно, Кларксборо — историческая область округа Глостер, Нью-Джерси |
| Clarksfield                                               | Четырёхъядерный мобильный процессор на основе архитектуры Nehalem | Кларксфилд — тауншип в округе Гурон, Огайо, США. |
| Clovertown                                                | Четырёхъядерный процессор серии Xeon (Четырёхъядерная версия Woodcrest, состоящая из двух процессоров Woodcrest, объединенных в один мультичиповый модуль) | первоисточник неизвестен |
| Colusa                                                    | Чипсет для процессоров Xeon | назван в честь или Колуза, Калифорния или в честь Колуза (округ), в котором расположен этот город. |
| Conroe                                                    | десктопный вариант процессоров первого поколения Intel Core 2 Duo | Конрой, Техас |
| Coppermine                                                | Второе поколение процессоров Pentium III | Коппермайн — река на северо-западе Канады. |
| Copperriver                                               | Чипсеты на основе моделей линейки Grantsdale/Alderwood | Коппер Ривер или Этна Ривер — река в южной части центральной области Аляски в США |
| Cougar Point                                              | Потомок Clarkdale | Вероятно назван в честь вершины в Эдж-Хиллс Провинциал Парк\| |
| Covington                                                 | процессор Celeron первого поколения | Ковингтон — название множества мест в США. В данном случае, вероятно, имеется в виду Ковингтон, город в округе Кинг, Вашингтон. |
| Cranberry lake                                            | замена Bensley-VS | Крэнбери Лейк — озеро в горах Эдирондек и городском парке Эдирондек в Нью-Йорке |
| Cranford                                                  | мультипроцессорная версия Ноконы | первоисточник неизвестен; |
| Crestine                                                  | чипсет для Yonah; наследник мобильных чипсетов Express 945GM и 945PM | первоисточник неизвестен |
| Crestline                                                 | чипсет Intel Mobile 965 Express | Несколько мест в США носят название Крестлайн. Вероятно здесь имеется в виду Крестлайн, Калифорния — место в горах Сан Бернардино. |
| Dana Point                                                | беспроводная сетевая карта для платформы Montevina, обладающая поддержкой WiMAX | Дана Пойнт — город на юге округа Орандж, Калифорния |
| Danbury                                                   | ядро защиты данных для чипсетов Eaglelake | Дэнбури — название нескольких мест в США. Смотри Дэнбури |
| Deerfield                                                 | четвертая версия Itanium 2 | Дирфилд — название нескольких мест в США. |
| Dempsey                                                   | серия процессоров Dual-Core Xeon 5000 | первоисточник неизвестен; |
| Deschutes                                                 | второе поколение процессоров Pentium II | Дешатс (округ), Орегон или, что вероятнее, Дешатс Ривер, река, протекающая через штат. |
| Diamondville                                              | одноядерный процессор с частотой 1,6 ГГц по технологии 45нм | Даймондвиль — город в округе Линкольн, Вайоминг. |
| Dimona                                                    | сдвоенная версия процессора Tukwila | Димона — израильский город в пустыне Негев |
| Dixon                                                     | мобильный Pentium II PE («Performance Enhanced») | Диксон — название множества мест в США. В данном случае, возможно, имеется в виду Диксон — город в округе Солано, Калифорния. |
| Dothan                                                    | процессор серии Pentium M, потомок Banias | Дотан — древний город в Израиле |
| Drake                                                     | Первый процессор серии Xeon, выпущенный в 1998 как Pentium II Xeon | первоисточник неизвестен |
| Dunnington                                                | Шестиядерный потомок Tigerton, выполненный по технологии 45 нм | первоисточник неизвестен; Даннингтон — деревня в Йоркшире (Великобритания), но вряд ли подразумевалась именно она. |
| Eaglelake                                                 | Серия чипсетов для Intel 4 | Игл Лейк — название множества мест в Северной Америке, в том числе и город в Техасе |
| East Fork                                                 | Платформа Intel для цифрового дома на основе ПК | Ист Фок — название нескольких мест в США, включая одно в Калифорнии (имеется в виду восточное побережье Карсон Ривер). |
| Echo Peak                                                 | беспроводная сетевая карта для платформы Montevina с поддержкой WiMAX и 802.11b/g/n | Эхо Пик — гора в Сьерра-Невада к западу от озера Тахо, на границе с Дезолейшен Вайлдернесс в округе Эль Дорадо, Калифорния. |
| Emerald Bay                                               | чипсет Intel EB440BX | Эмеральд Бэй — залив на западной стороне Тахо (озеро) в Калифорнии |
| Ephraim                                                   | твердотельные накопители серии X25 | Ефрем — название нескольких мест в США |
| Evans Peak                                                | беспроводной сетевой модуль для платформы Moorestown с поддержкой WiMAX/Wi-Fi/GPS | нет точных сведений, существует множество Эванс Пик в США |
| Fanwood                                                   | пятая версия Itanium 2 | возможно, Фэнвуд — небольшой городок в штате США Нью-Джерси |
| Foster                                                    | Первоначальный вариант 32-битного процессора Xeon на основе архитектуры NetBurst | Фостер — название нескольких мест в США. данном случае, возможно, имеется в виду Фостер, Орегон. |
| Foxhollow                                                 | чипсет для рабочих станций и серверов на платформе Ibex Peak | первоисточник неизвестен |
| Foxton                                                    | технология управления питанием, первоначально планировавшаяся к включению в Montecito | Фокстон — название нескольких мест в Англии и Новой Зеландии. Места в США с данным названием неизвестны. |
| Gainestown                                                | четырёхъядерный процессор на основе микроахитектуры Nehalem | возможно назван в честь Gainestown штат Alabama |
| Gallatin                                                  | Pentium 4 Extreme Edition | Галлатин — название нескольких мест в США. Первоисточник неизвестен. |
| Gallaway                                                  | Presler/Cedarminll + Glenwood | Вероятно, названо в честь Геллэвэй, Калифорния |
| Garlow                                                    | замена однопроцессорной платформы Wyloway | первоисточник неизвестен |
| Gaston                                                    | беспроводная сетевая технология Intel | Гастон — город в округе Вашингтон, Орегон, США |
| Geneseo                                                   | совместное IBM/Intel расширение PCI Express | Генезео — название нескольких мест в США. Не совсем ясен первоисточник, так как нет определенности в том, чье это кодовое имя (Intel или IBM). |
| Gesher                                                    | процессорная микроахитектура по технологии 32-нм, наследник Nehalem | Названо еврейским словом, обозначающим «мост». Так как Gesher — также название политической партии в Израиле, Intel впоследствии сменила название на Sandy Bridge. |
| Gilgal                                                    | чип с поддержкой Gigabit Ethernet | Гилгал — место, упоминаемое в Библии (Нав. 8:33) |
| Gilo                                                      | мобильный процессор на основе микроархитектуры Nehalem | вероятно назван в честь горы Гило, расположенной неподалёку от Иерусалима; смотри Хар Гило. |
| Glenwood                                                  | чипсет Intel 955X/975X | Гленвуд — название нескольких мест в США. В данном случае, возможно, имелся в виду Гленвуд, Вашингтон. |
| Glidewell                                                 | составная часть серверной платформы Bensley | первоисточник неизвестен |
| Golan                                                     | Intel PRO/Wireless 3945ABG mini-PCIe WiFi адаптер, часть платформы Napa | Голанские высоты — плато на границе Израиля, Ливана, Иордании и Сирии |
| Granite Bay                                               | чипсет для Pentium 4 (Inte E7205) | Грэнит Бэй — место в округе Плэйсер, Калифорния. |
| Grantsdale                                                | чипсет Intel 915 Express | первоисточник неизвестен; возможно, названо в честь Грэнтсдейл, Монтана. |
| Greencreek                                                | чипсет Intel 5000X | Гринкрик — название города в округе Айдахо, штат Айдахо. Смотри Перечень мест в Айдахо/G |
| Gulftown                                                  | Core i7, основанный на Westmere | первоисточник неизвестен |
| Harpertown                                                | четырехъядерный процессор, изготовленный по технологии 45-нм | Харпертаун — место в округе Керн, Калифорния. |
| Havendale                                                 | десктопная версия Auburndale, впоследствии названная Clarkdale | первоисточник неизвестен |
| Haswell                                                   | восьмиядерный процессор на основе микроархитектуры Ivy Bridge | может быть названо в честь Хэзвелл, Колорадо |
| Hondo                                                     | третья версия Itanium 2 | Хондо — округ, подчиненный округу Медина, Техас? |
| Ibex Peak                                                 | чипсет для процессоров Lynnfield и Havendale | поселение в округе Айнао, Калифорния |
| Irwindale                                                 | вторая версия 64-битного процессора Xeon | Ирвиндэйл — город в округе Лос-Анджелес, Калифорния. |
| Ivy Bridge                                                | 22-нм микроархитектура, наследник Sandy Bridge | первоисточник неизвестен |
| Jayhawk                                                   | Xeon-овая часть Tejas | первоисточник неизвестен; |
| Juneau                                                    | чипсет Intel JN440BX | Джуно — столица штата Аляска |
| Katmai                                                    | первый процессор Pentium III | Вероятно, названо в честь Катмай — вулкана в национальном парке Катмай на Аляске, где в 1912 произошло крупное извержение. Случайно, Катмай также является кодовым именем проекта корпорации Майкрософт: следующий выпуск Microsoft SQL Server.                        |
| Kedron                                                    | Intel PRO/Wireless 4965AGN IEEE 802.11 a/b/g/n mini-PCIe WiFi-адаптор | вероятно названо в честь Кедрон (долина) — долины неподалёку от Иерусалима. |
| Kenai                                                     | LAN-чип | вероятно названо в честь одного из нескольких мест на Аляске, называемого Кенаи |
| Kentsfield                                                | первая четырёхъядерная версия процессора Core 2 | первоисточник неизвестен |
| Keifer                                                    | мини-ядро | первоисточник неизвестен |
| Kevet                                                     | мини-ядро | место в Вентура (округ), Калифорния |
| Kikayon                                                   | версия процессора Intel Core | Кикайон — еврейское название растения, упоминаемого в «Завете» от Иоанна |
| Kings Creek                                               | чипсеты серии P на платформе Ibex Peak | Кингс Крик — ручей в Лассен Пик, Калифорния |
| Kinneret                                                  | LAN-чип | Ям Киннерет (Тивериадское озеро, Тивериадское море, Геннисаретское озеро) — крупнейшее пресноводное озеро Израиля |
| Kittson                                                   | Девятое поколение процессора Itanium | возможно, названо в честь Китсон (округ), Миннесота |
| Klamath                                                   | процессор первого поколения Pentium II | Кламат — название реки, протекающей по территории Орегона и Калифорнии, а также название соседних округов этих штатов. |
| Kyrene                                                    | чипсет, относящийся к семейству Brookdale | Кайрин — поселение в штате Аризона |
| LaGrande                                                  | Intel Trusted Execution Technology — набор компонентов безопасности | Ла Гранде — город в округе Юнион, Орегон |
| Lakeport                                                  | чипсет Intel 945 Express | Лейкпорт — название нескольких мест в США. Возможно, в данном случае подразумевалась Лейкпорт (Калифорния), округ Лейк. |
| Langwell                                                  | часть SOC-платформы Moorestown для UMPC и интернет-планшетов, отвечающая за ввод-вывод. | первоисточник неизвестен |
| Larrabee                                                  | мини-ядро | Ларраби, Айова — город в округе Чероки, Айова, США или Ларраби, Висконсин, город в округе Вопака, Висконсин, США. |
| Lincroft                                                  | SoC-часть платформы Moorestown для UMPC и интернет-планшетов | Линкрофт — часть города Мидлтаун, округ Монмут, Нью-Джерси. |
| Линденхерст                                               | чипсет для Dual Xeon | Линденхерст — название нескольких мест в США. Первоисточник неизвестен. |
| Little River                                              | чипсет Intel 945GU Express | Литл-Ривер — название нескольких мест в США, включая город в округе Мендосино, Калифорния и реку в Орегоне. |
| Lynnfield                                                 | четырехъядерный процессор Nehalem, наследник Bloomfield | Линнфилд — город в округе Эссекс, Массачусетс. |
| Madison                                                   | вторая версия Itanium 2 | Мэдисон — название нескольких мест в США. Первоисточник неизвестен. |
| Marathon                                                  | графический ускоритель Intel 2700G | первоисточник неизвестен. |
| Matanzas                                                  | Мобильная версия Santa Rosa на сокете Socket P для встраиваемых систем. Документ «Santa Rosa for Embedded Market» упоминает предрелизную версию, доступную с мая 2006 года. | первоисточник неизвестен. |
| McCaslin                                                  | Intel Ultra Mobile Platform 2007, см. также Intel A100 | первоисточник неизвестен |
| McCreary                                                  | третье поколение vPro | возможно, названо в честьМакКрири (округ), Кентукки |
| McKinley                                                  | первый процессор Itanium 2 | МакКинли (гора) или Денали на Аляске — высочайшая горная вершина в Северной Америке. |
| Medfield                                                  | 32-нм версия Intel Atom | возможно, названо в честь Медфилд, Массачусетс |
| Mendocino                                                 | второе поколение процессоров Celeron | Мендосино — установленный переписной участок в Мендосино (округ), Калифорния |
| Menlow                                                    | процессоры-наследники серии A100 для UMPC и интернет-планшетов | первоисточник неизвестен |
| Merced                                                    | первая версия процессора Itanium | Мерсед (река) или Мерсед (озеро), Калифорния |
| Mercury                                                   | Чипсет Intel 430LX | планета Меркурий |
| Merom                                                     | первая мобильная версия процессора Core 2 | Мером-Лейкус — озеро в долине Хула, Израиль |
| Millington                                                | Двуядерный процессор Itanium 2 | Первоисточник точно неизвестен. Миллингтон — города в округе Кент и округе Королевы Анна (Мэриленд), но также и название ещё множества мест. |
| Millville                                                 | урезанная версия Allendale | Милвиль — название нескольких мест в США; в данном случае, возможно имелось в виду Милвиль, Калифорния. |
| Monahans                                                  | наследник Bulverde | Монаханс — город в Техасе; место в округе Уорд. |
| Montara                                                   | мобильная серия чипсетов 852/855 | Монтара — установленный переписной участок в округе Сан-Матео, Калифорния |
| Montecito                                                 | ревизия процессора Intel Itanium 2 | Монтесито, Калифорния |
| Montevina                                                 | платформа Intel Centrino 2 | Монтевина — источник в Сьерра-Футхиллс, получившего название в честь итальянского слова, обозначающего горное вино. |
| Montvale                                                  | обновленная версия Montecito Itanium 2 | Монтваль, Нью-Джерси? |
| Moorestown                                                | Наследник Menlow | Первоисточник точно неизвестен. Мурстаун — место, расположенное в округе Лоуренс, Индиана. Также существуют и другие места с аналогичным названием. Также может иметь место намек на Гордона Мура — одного из основателей Intel и автора закона Мура.                  |
| Morgan Hill                                               | чипсет i865GV | Морган-Хилл — город, расположенный в южной части округа Санта-Клара, Калифорния |
| Mount Prospect                                            | чипсет Intel MP440BX | Маунт-Проспект — деревня в округе Кук, Иллинойс |
| Mukilteo                                                  | чипсет для однопроцессорных серверов | Мукильтео — город в округе Снохомиш, Вашингтон |
| Napa                                                      | третье поколение платформы Centrino | Напа — округ Напа, Калифорния — родина известного сорта вина Napa Valley. |
| Natoma                                                    | чипсет для Pentium Pro/Pentium II | установленный переписной участок в округе Сакраменто, Калифорния. Неподалёку от озера Натома. |
| Nehalem                                                   | процессорная микроархитектура, разработанная корпорацией Intel, являющаяся наследником Penryn | Архитектура может быть названа в честь Нехалем — города в округе Тилламук, Орегон, или реки Нехалем. |
| Neptune                                                   | чипсет Intel 430NX | планета Нептун |
| Nineveh                                                   | Ethernet-контроллер. Single Port Gigabit PHY с использованием GLCI/LCI. | Ниневия — один из важнейших городов древней Ассирии, упомянутый в книге пророка Ионы |
| Nocona                                                    | первая версия 64-битного процессора Xeon | Нокона — город в округе Монтаге, Техас |
| Northwood                                                 | второе поколение процессора Pentium 4 | Нортвуд — название нескольких мест в США |
| Odem                                                      | чипсет Intel 855PM | Одем — гора в Голанских Высотах |
| Orion                                                     | чипсет серии Intel 450 | вероятно, названо в честь созвездия или Туманность Ориона |
| Paxville                                                  | первый двуядерный Xeon | Паксвиль — город в округе Клэрендон, Южная Каролина |
| Penryn                                                    | второе поколение мобильного процессора Core 2 Duo | Пенрин, Калифорния — город с население около 2,000, живущий в основном за счет гранитной каменоломни. |
| Piketon                                                   | чипсет Q-серии на платформе Ibex Peak | Пайктон — деревня в округе Пайк, Огайо, США |
| Pine Trail                                                | мобильная платформа, включающая в себя Pineview CPU и южный мост Tiger Point | возможно, что это отсылка к Pineview — мобильному процессору, выпущенному ранее |
| Pineview                                                  | процессор для платформы Lincroft, рассчитанной на мобильные устройства | Первоисточник неизвестен. Существует город в США (штат Джорджия) с названием Пайнвью. |
| Placer                                                    | чипсет для Xeon | Пэйсер (округ), Калифорния |
| Plumas                                                    | чипсет для Xeon | Пламас (округ), Калифорния |
| Potomac                                                   | MP-версия Nocona | Потомак (река), протекающая через Западную Виргинию, Мэриленд, и Вашингтон (округ Колумбия). |
| Poulsbo                                                   | второе поколение чипсета для UMPC | Пулсбо — прибрежный город в округе Кицап, Вашингтон, США. Назван в честь норвежского города со схожим названием, но с ошибкой в названии. Ошибка была допущена при открытии почтового отдела, в результате чего город и получил своё официальное название в 1886 году. |
| Poulson                                                   | будущее поколение процессоров семейства Itanium 2, ожидаемое в 2009 году как замена Tukwila | первоисточник неизвестен |
| Prescott                                                  | Третья версия процессора Pentium 4 | Прескотт — название нескольких мест в США, включая город в Орегоне. |
| Presler                                                   | Двуядерный процессор на базе Pentium 4 (65-нм технология) | первоисточник неизвестен |
| Prestonia                                                 | Вторая версия 32-битного процессора Xeon | Престония, пятимильная (8 км) юго-восточная зона по соседству с деловым центром Луисвилля, Кентукки? |
| Reidland                                                  | Семейство процессоров Xeon, являющееся наследником платформы Truland | Вероятно, названо в честь Рейдлэнд — установленного переписного участка в округе МакКракен, Кентукки |
| Richford                                                  | Платформа Richford = Tukwila/Poulson + чипсет Rose Hill | Ричфорд — название нескольких мест в США: в штатах Нью-Йорк, Висконсин, Вермонт. Первоисточник неизвестен.. |
| Robson                                                    | технология кэширования на основе применения флэш-памяти типа NAND | Возможно, Робсон (гора) — высочайшая вершина канадских гор. |
| Rochester                                                 | чипсет Intel RC440BX | Рочестер — название множества мест в США. В данном случае может иметься в виду Рочестер, установленный приписной участок в округе Торстон, Вашингтон |
| Salt Creek                                                | платформа на базе процессоров Core 2 Quad Q6600 и Core 2 Duo | Солт-Крик — название нескольких мест в США. Первоисточник неизвестен. |
| San Clemente                                              | Чипсет для LV- и ULV-версий двуядерных процессоров Xeon | Сан-Клементе — город в округе Ориндж, Калифорния |
| Sandy Bridge                                              | Процессор, ранее известный как Gesher | первоисточник неизвестен |
| Santa Rosa                                                | четвертое поколение платформы Centrino | Санта-Роза, Калифорния |
| Saturn                                                    | чипсет Intel 420TX | планета Сатурн |
| Seaburg                                                   | наследник чипсета 5000p | Сибург — название города в округе Айдахо. |
| Seattle                                                   | чипсет Intel 440BX | Сиэтл — крупнейший город в Тихоокеанском северо-западном регионе США. Расположен в округе Кинг. |
| Shelton                                                   | процессор Celeron M | Шелтон — город в округе Мэйсон, Вашингтон |
| Shiloh                                                    | беспроводный модуль, часть Montevina | Shiloh — библейское поселение, давшее название реке в горной области Самарии, а в наши дни это израильское поселение с аналогичным именем. Также название нескольких мест в США.                                                                                       |
| Shirley Peak                                              | WLAN-модуль без поддержки WiMax, ранее известный как Dana Point | Ширли-Пик — гора в горной гряде Гринхорн в Сьерра-Невада к северо-западу от озера Изабелла. |
| Sibley                                                    | 90-нм многоуровневая ячеистая флэш-память на основе технологии NOR | возможно, названо в честь горы Сибли в округе Сьерра, Нью-Мексико |
| Silverdale                                                | особенности виртуализации процессоров Intel | Сильвердэйл — установленный приписной участок в округе Кицап, Вашингтон |
| Silverthorne                                              | процессор, разработанный для UMPC и наследник Stealy. | возможно, назван в честь Сильверторн, Колорадо. |
| SkullTrail                                                | двухпроцессорная система, ответ на AMD Quad FX, предназначена для игр | название, скорее всего, связано с Bonetrail, материнской платой Intel |
| Smithfield                                                | первая версия процессора Pentium D | Смитфилд — название нескольких мест в США. |
| Sodaville                                                 | SoC-продукт для потребительской электроники, выпускаемой с 2009 года | Содавилль — город в округе Линн, Орегон, США |
| Solano                                                    | чипсет Intel 815E/EP | Солано (округ), Калифорния |
| Sonoma                                                    | второе поколение платформы Centrino | Сонома — название города, округа, долины и реки в Северной Калифорнии. |
| Sossaman                                                  | двуядерный Xeon LV (Low Voltage) (то есть энергоэкономичный) | первоисточник неизвестен |
| Springdale                                                | чипсет 865 для Pentium 4 | Спрингдейл — название нескольких мест США. |
| Stealy                                                    | одноядерный мобильный чип | возможно, назван в честь Стили. |
| Stoakley                                                  | платформа Stoakley = Harpertown + чипсет Seaburg | Первоисточник неизвестен. Стокли -название города в Ирландии и Мериленде, США. |
| Stoutland                                                 | процессор с интегрированным контроллером памяти | Возможно, назван в честь Стаутленд — деревни в округах Камден и Леклид, Миссури |
| Sunrise Lake                                              | процессор ввода-вывод Intel IOP348 | Первоисточник точно не определен. Санрайз (озеро) — водоем в округе Стреффорд на востоке Нью-Гемпшира, неподалёку от города Миддлтон. |
| Tanglewood                                                | версия процессора Itanium, наследник Montvale | Тэнглвуд — богатый и культурный район в Ленокс и Стокбридже, Массачусетс, а также Тэнглвуд — место в Хьюстоне, Техас. |
| Tanner                                                    | первая версия Pentium III Xeon | Таннер, в данном случае, может означать Таннер — место в округе Кинг, Вашингтон. |
| Tehama                                                    | чипсет Intel 850/850E | Тегама — древний вулкан на севере Калифорнии. |
| Tejas                                                     | микропроцессор Intel, преемник последнего процессора Pentium 4 с ядром Prescott | Данное слово имеет множество значений. |
| Thurley                                                   | платформа Thurley = Gainestown CPU + чипсет Tylersburg | Возможно, названо в честь семейства Терли |
| Tiger Point                                               | южный мост чипсета для платформы Atom | первоисточник неизвестен |
| Tigerton                                                  | четырехъядерный процессор (с поддержкой мультипроцессорности), предназначенный для замены Whitefield | Тайгертон — деревня в округе Шавано, Висконсин? |
| Timna                                                     | Отмененный SoC-проект на базе x86 | Тимна — город на юге Израиля. Старейший медный рудник в мире (Timna основан на Coppermine). |
| Tolapai                                                   | SoC-система на базе x86 | возможно, Толапаи-Спринг, Аризона |
| Tonga                                                     | процессор Pentium II Mobile | Неизвестно |
| Triton                                                    | чипсет Intel 430FX | возможно, в честь Тритон — город в Вашингтоне, США. |
| Truland                                                   | платформа Truland = Paxville/Tulsa + чипсет E8501 | первоисточник неизвестен |
| Trumbull                                                  | 180-нм многоуровневая флэш-память типа NOR | гора Трумбулл в округе Мохаве, Аризона |
| Tualatin                                                  | третье поколение процессора Pentium III; также является названием производного четвёртого поколения процессоров Celeron, кодовое имя «Tualeron» | Туалатин (долина) или Туалатин (река) в Орегоне, где находится множество крупных фабрик Intel |
| Tukwila                                                   | переименованный Tanglewood, переименование произошло после того как Tanglewood Music Center в Массачусетсе прислал письмо | Туквила, Вашингтон |
| Tulloch                                                   | Intel i855 | Туллок — название резервуара в округ Тулумне, Калифорния. |
| Tulsa                                                     | серия 7100, улучшенная версия Paxville MP | Тульса — второй по величине город в штате Оклахома, а также название округа Тульса (округ). |
| Tumwater                                                  | чипсет для Dual Xeon | Тумуотер — город в округе Терстон, Вашингтон, рядом с рекой Дешутес. |
| Twin Castle                                               | чипсет Intel E8500 | первоисточник неизвестен |
| Tylersburg                                                | чипсет X58, преемник X38, X48 и P45 | Возможно, названо в честь одного из местечек в Пенсильвании |
| Tyax                                                      | 130-нм многоуровневая флэш-память на базе NOR | возможно, гора Тайакс в горах Чилокотин Британской Колумбии, Канада |
| Val Vista                                                 | контроллер ввода-вывода Intel IOC340 | первоисточник неизвестен |
| Vanderpool                                                | технология виртуализации на базе x86 | Вандерпул — маленькое поселение в округе Бандера, Техас. |
| Warm Springs                                              | чипсет Intel WS440BX | Ворм-Спрингс — название нескольких мест в США. В данном случае, возможно, имеется в виду Ворм-Спрингс — разрозненные поселения в индейской резервации в Орегоне |
| Westmere                                                  | 32-нм версия Nehalem | Возможно, названо в честь Вестмер — село в округе Олбани, Нью-Йорк |
| Whitefield                                                | четырехъядерный процессор, частично основанный на Woodcrest, использующий новую шину Common System Interface (CSI). Этот проект был отменен и заменен процессором Tigerton на платформе Caneland. Технология CSI появилась только в 45-нм процессорах втрого поколения Nehalem. | Вайтфилд — название нескольких мест в США, Индии и Великобритании. |
| Whitney                                                   | чипсет серии Intel 810 | Уитни — название нескольких мест в США, включая Уитни (Орегон), Уитни (Техас) и Уитни (гора) — высочайшая вершина в окрестностях США. |
| Willamette                                                | первый Pentium 4 | Вилламетт (река) или Вилламетт (долина) в Орегоне, где находится большое количество производственных мощностей Intel |
| Windigo                                                   | WWAN — доступ в Интернет через сотовые сети HSDPA | Виндиго? |
| Woodcrest                                                 | двуядерный Xeon DP | Вудкрест — установленный переписной участок в округе Риверсайд, Калифорния |
| Wolfdale                                                  | 45-нм десктопный двуядерный процессор (основан на Penryn — 45-нм версии архитектуры Core 2 Duo) | возможно, Вольфдейл — установленный переписной участок в округе Вашингтон, Пенсильвания |
| Wyloway                                                   | платформа для однопроцессорных рабочих станций | Возможно, назван в честь Вайловэй — поселения в штате Джорджия, США |
| Yamhill                                                   | архитектура Intel 64 CPU | Ямхилл — название нескольких мест и географических местностей в Орегоне; в данном случае, вероятнее всего, Ямхилл (река) в долине Вилламетт, Орегон. |
| Yonah                                                     | линейка Intel Pentium M, вышел после Banias и Dothan, получил название Intel Core | Йона — по еврейски означает «голубь», так как разработка велась в Intel Development Center Israel. |
| Yorkfield                                                 | 45-нм версия процессоров Yorkfield Core 2 Quad и Core 2 Duo. | первоисточник неизвестен |
| Xeon                                                      | серия серверных процессоров | названо в честь Сиона, одного из холмов, на котором стоит Иерусалим |